# SF サムライ・フィクション
『SF サムライ・フィクション』は、1998年公開の日本映画。監督はミュージックビデオ出身の中野裕之。豪華キャスト陣で送る異色のエンタテインメント時代劇。多くのミュージシャンが出演していることでも話題になった。

## ストーリー
長島藩の首席家老である父・勘膳に勘当を解かれ、武芸の修業に赴いた江戸から久方ぶりに帰郷した犬飼平四郎の耳に、殿が刀守として雇った浪人あがりの風祭蘭之介なる侍が将軍家から賜った宝刀を奪い、姿を晦ましたという知らせが飛び込んできた。このことが外部に漏れれば、御家断絶は免れないだろう。しかし最強の剣客である風祭に敵う者は誰ひとりとしておらず、悩み抜いた藩の重鎮たちは宝刀の贋作を造り、事件のもみ消しを図ろうとする。ところがこの処置に納得できない平四郎は「風祭を斬る」と城を飛び出してしまい・・・

## 出演
- 犬飼平四郎：吹越満
- 風祭蘭之介：布袋寅泰（第13回高崎映画祭 最優秀新人男優賞）
- 溝口半兵衛：風間杜夫
- 溝口小春：緒川たまき（第13回高崎映画祭 最優秀助演女優賞）
- 犬飼勘膳：内藤武敏
- 影丸：谷啓
- 吾助：神戸浩
- 鈴木真太郎：藤井尚之
- 黒沢忠介：大沢健
- 久頭見龍之介：藤井フミヤ
- お勝：夏木マリ
- 隼：ユキリョウイチ
- 赤影：桃生亜希子
- 近習番　室戸：岩松了
- 近習番　八木：鈴木省吾
- 測量する侍　土井：きたろう
- 測量する侍　柴田：高木完
- 鬼松：田所豊
- 左吉：吉岡英明
- 丑松：高崎隆二
- 炎の三兄弟　鷲：赤星昇一郎
- 炎の三兄弟　まむし：中村和三郎
- 炎の三兄弟　鳶：真下茂俊
- 按摩の市：小林のり一
- 賭場の客：花田裕之
- 賭場の客：池畑潤二
- 木村伝兵衛：中島らも
- 木村雪江：星川なぎさ
- ワルの浪人　鮫島：中村有志
- ワルの浪人　黒岩：緋田康人
- ワルの浪人　荒木：ピエール瀧
- 御前試合の豪傑　馬場：梅垣義明
- 御前試合の豪傑　大岡：佐藤正宏
- 御前試合の審判：近藤房之助
- 大工の熊：都家歌六
- 道場主　梶井：マルセ太郎
- 芸者　あやめ：野中りえ
- 芸者　ゆり：小牧かやの
- 芸者　ほおずき：薬師寺容子

## スタッフ
- 監督・脚色・タイトルバックデザイン：中野裕之（第13回高崎映画祭 若手監督グランプリ）
- 脚本：斉藤ひろし
- 音楽：布袋寅泰（第32回シッチェス・カタロニア国際映画祭 最優秀映画音楽賞）
- 主題歌：布袋寅泰「SAVE ME」
- ロゴデザイン：立花ハジメ
- 撮影：矢島祐次郎
- 照明：椎原教貴
- 美術：望月正照
- 美術デザイナー：藤田博史
- 録音：星一郎
- 音響効果：帆苅幸雄
- 助監督：藤田保行、森木正己、金丸雄一
- 殺陣：高倉英二
- 刺青：霞涼二
- 水中撮影：松井忠彦
- グラフィックデザイン：タイクーングラフィックス
- デジタルスーパーバイザー：高城剛
- ビジュアルエフェクト：フューチャーパイレーツ
- デジタル技術協力：マックレイ、レスパスビジョン、ソニーPCL
- Typography Animation：小島淳二
- エンドロールタイトル：島田プロダクション
- MA：アオイスタジオ
- 現像：東京現像所
- 製作者：野口勇、尾越浩文
- エクゼクティブ・プロデューサー：伊藤満
- プロデューサー：江崎隆明、木村博人、林郁、高城剛、中野裕之
- 製作協力：ピースデリックスタジオ
- スタジオ・製作プロダクション：日光江戸村撮影所
- 製作：SF製作委員会（ポニーキャニオン、ジャングル、デジタルガレージ、フューチャーパイレーツ、ピースデリックスタジオ、ブエナ・ビスタ・ホーム・エンターテイメント、レントラックジャパン）